# Bassaka Air
Die Bassaka Air ist eine 2014 gegründete Fluggesellschaft aus Kambodscha, die seit Ende Oktober 2018 nur noch Charterflüge durchführt.

## Geschichte
Die Fluggesellschaft wurde 2013 als PP Air gegründet, wurde aber, noch bevor das Kambodschanische Staatssekretariat für Zivilluftfahrt (SSCA) im Oktober 2014 das Air Operator Certificate (AOC) ausgestellt hatte, in Bassaka Air umbenannt. Der Flugbetriebe wurde im Dezember 2014 mit Inlandsflügen von Phnom Penh nach Siem Reap aufgenommen, im Mai 2015 folgte der erste internationale Flug in die chinesische Casino-Stadt Macau, wobei Bassaka Air mit dem chinesischen Reiseanbieter China International Travel Services zusammenarbeitete. Im Jahre 2016 vermuteten australische Analysten, dass die Fluggesellschaft den Inlandsflugbetrieb gar einstellen könnte, weil die Verbindung nach China gewinnbringender seien und der Inlandsflugbetrieb nur aufgenommen worden wäre, um genügend Flugstunden für das Erlangen der chinesischen Zertifizierung zu erreichen. Auf der Strecke Phnom Penh–Siem Reap herrschte 2015 ein bitterer Preiskampf, sodass die Preise für ein Ticket zeitweise nur 1 US-Dollar zusätzlich Steuern kostete. Trotzdem stellte Basaak Air den Inlandsflugbetrieb nicht ein.
Ende Oktober 2018 wurde der Linienverkehr gänzlich eingestellt, Bassaka Air betreibt aber weiterhin Charterflüge.

## Flugziele
Das Drehkreuz der Bassaka Air war Phnom Penh. In Kambodscha flog die Gesellschaft nur Siem Reap an, die internationalen Flugziele lagen alle in China. Es wurde Macau, Qingdao und Xi’an angeflogen. Das Angebot war auf chinesische Glücksspieler ausgerichtet, die in die Naga World, dem einzigen integrierten Hotel-Kasino-Unterhaltungskomplex in Kambodscha geholt werden sollten.

## Flotte
Mit Stand April 2024 besteht die Flotte der Bassaka Air aus einem Flugzeug mit einem Durchschnittsalter von 27,4 Jahren:
| Flugzeugtyp     | Anzahl | bestellt | Luftfahrzeugkennzeichen | Anmerkungen | Sitzplätze (Business/Economy) |
| --------------- | ------ | -------- | ----------------------- | ----------- | ----------------------------- |
| Airbus A320-200 | 1      |          | XU-113                  | inaktiv     | 150 (12/138)                  |
| Gesamt          | 1      | –        |                         |             |                               |

Im Februar 2016 war die Fluggesellschaft auf der Suche nach einem dritten A320, die aber nie beschafft wurde.